# Маунт Вашингтон (отель)
Отель «Маунт Вашингтон» («Гора Вашингтон», англ. Mount Washington Hotel) находится в посёлке Бреттон-Вудс (Bretton Woods), расположенном в Белых горах (или Уайт-Маунтинс, англ. White Mountains), на территории американского штата Нью-Гэмпшир, недалеко от горы Вашингтон, рядом с федеральным шоссе  US 302.
В этом отеле в 1944 году проходила Бреттон-Вудская конференция, на которой, в частности, были приняты решения о создании Международного валютного фонда и Международного банка реконструкции и развития.
27 сентября 1978 года отель «Маунт Вашингтон» был внесён в Национальный реестр исторических мест США под номером 78000213, а 24 июня 1986 года он получил статус Национального исторического памятника США.

## История
Строительство отеля «Маунт Вашингтон» было задумано и профинансировано Джозефом Стикни (Joseph Stickney), который с 1881 года владел другим отелем «Маунт Плезант Хаус» (англ. Mt. Pleasant House), расположенным через дорогу от того места, где был построен новый отель. Строительство началось в 1900 году и закончилось в 1902 году. Первые постояльцы зарегистрировались в отеле 28 июля 1902 года.
Отель «Маунт Вашингтон» построен в стиле испанского неоренессанса, имеет Y-образную форму с двумя пятиэтажными восьмиугольными башнями. Когда он открылся в 1902 году, в нём было 352 гостиничных номера.

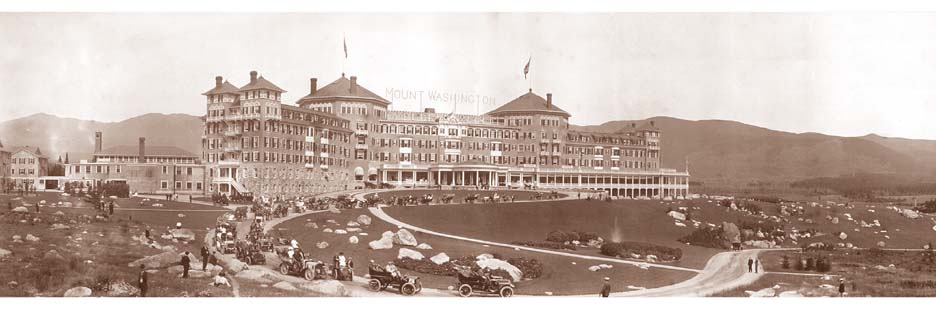
Отель «Маунт Вашингтон» (1905 год)

Джозеф Стикни скончался в декабре 1903 года, завещав отели своей жене Кэролин, которая владела ими до своей смерти в 1936 году. После этого отель перешёл в собственность её племянника Фостера Рейнолдса (F. Foster Reynolds), который продал его во время Второй мировой войны.
В 1944 году отель «Маунт Вашингтон» стал местом проведения Бреттон-Вудской конференции, на которой решались международные финансовые вопросы, связанные с окончанием Второй мировой войны. В конференции участвовало 733 делегата от 44 стран.
В 1955 году отель был продан Моррису Флейшеру (Morris J. Fleisher) и его жене, в собственности которых он находился почти 15 лет. В 1969 году отель был приобретён компанией Mount Washington Development Company, которая занималась развитием горнолыжного курорта Бреттон-Вудс. В 1975 году владельцем отеля стала Bretton Woods Corporation, в 1978 году он был внесён в Национальный реестр исторических мест США, а в 1986 году получил статус Национального исторического памятника США. В 1991 году отель был приобретён группой бизнесменов из Нью-Гэмпшира. Изначально задумывалось, что отель будет работать только летом и осенью, но в конце 1999 года он открылся на свой первый зимний сезон.
В декабре 2015 года было объявлено, что отель «Маунт Вашингтон» и прилегающая к нему территория Бреттон-Вудс приобретены компанией Omni Hotels & Resorts. С тех пор отель стал официально называться Omni Mount Washington Hotel.